# Valkeajärvi (Övertorneå socken, Norrbotten, 739618-184222)
Valkeajärvi är en sjö i Övertorneå kommun i Norrbotten och ingår i Torneälvens huvudavrinningsområde.